# Snowboard-Weltcup 2009/10
Der Snowboard-Weltcup 2009/10 begann am 26. August 2009 im neuseeländischen Cardrona und endete am 21. März 2010 im spanischen La Molina.
Bei den Männern wurden 30 Wettbewerbe ausgetragen werden (8 Parallel-Riesenslaloms, 2 Parallel-Slalom, 7 Snowboardcross, 1 Slopestyle, 7 Halfpipe und 5 Big Air). Bei den Frauen fanden 25 Wettbewerbe statt (8 Parallel-Riesenslaloms, 2 Parallel-Slalom, 7 Snowboardcross, 1 Slopestyle und 7 Halfpipe).
Höhepunkt der Saison waren die XXI. Olympischen Winterspiele vom 12. bis 28. Februar 2010 in Vancouver, wo jeweils drei Wettbewerbe bei den Männern und Frauen ausgetragen wurden.

## Männer

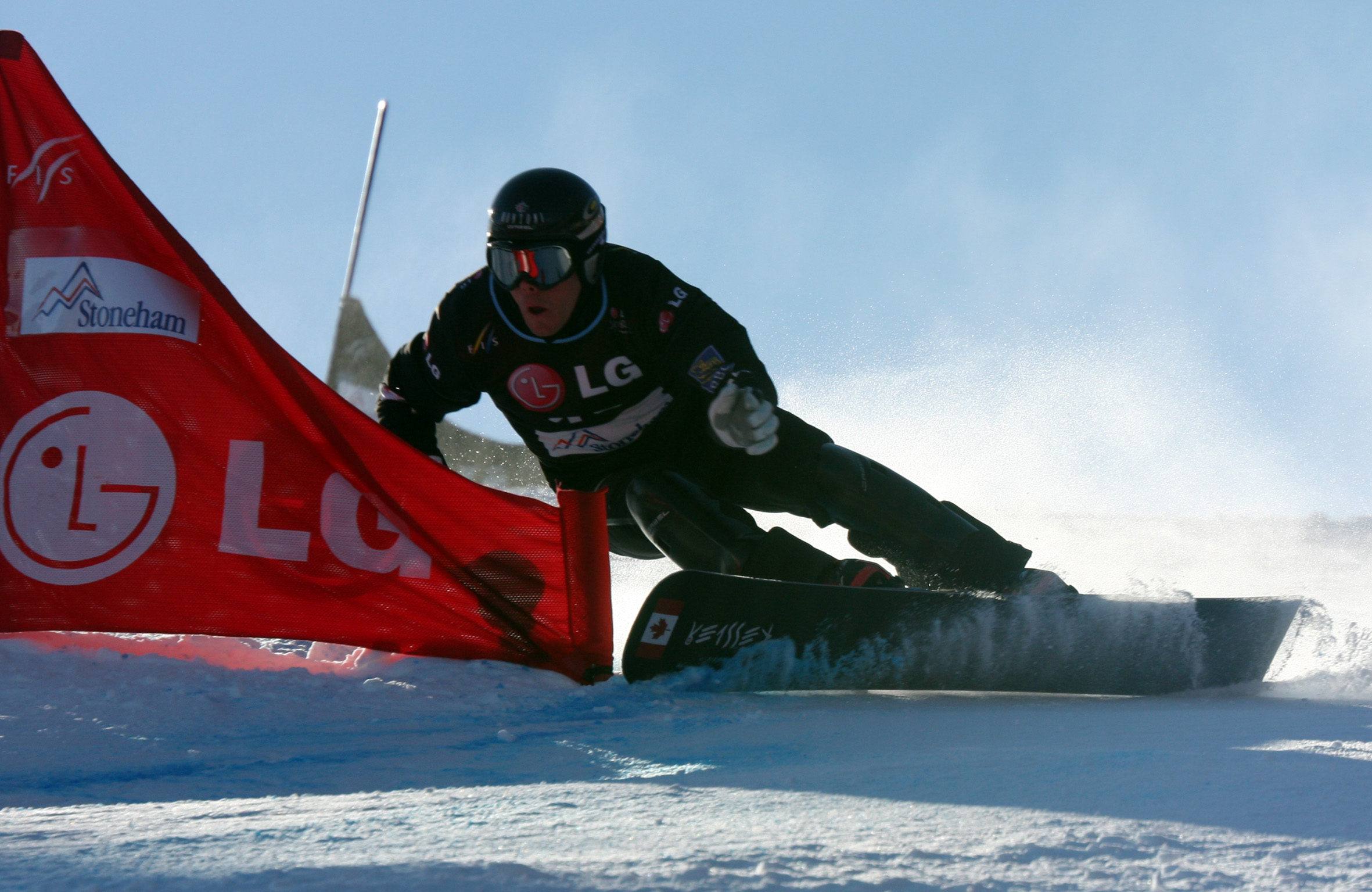
J. J. Anderson in Stoneham

### Podestplätze Männer
PGS = Parallel-Riesenslalom

PSL = Parallelslalom

SBX = Snowboardcross

SBS = Slopestyle

HP = Halfpipe

BA = Big Air
| Datum                                                         | Austragungsort  | Disz. | Sieger              | Zweiter             | Dritter            |
| ------------------------------------------------------------- | --------------- | ----- | ------------------- | ------------------- | ------------------ |
| 26. August 2009                                               | Cardrona        | HP    | Shaun White         | Iouri Podladtchikov | Kazuhiro Kokubo    |
| 12. September 2009                                            | Chapelco        | SBX   | Pierre Vaultier     | Seth Wescott        | Graham Watanabe    |
| 9. Oktober 2009                                               | Landgraaf       | PSL   | Benjamin Karl       | Mathieu Bozzetto    | Jasey-Jay Anderson |
| 31. Oktober 2009                                              | London          | BA    | Stefan Gimpl        | Gian-Luca Cavigelli | Domen Bizjak       |
| 5. November 2009                                              | Saas-Fee        | HP    | Kazuhiro Kokubo     | Mathieu Crepel      | Peetu Piiroinen    |
| 7. November 2009                                              | Barcelona       | BA    | Stefan Gimpl        | Gian-Luca Cavigelli | Gjermund Bråten    |
| 21. November 2009                                             | Stockholm       | BA    | Stefan Gimpl        | Marko Grilc         | Gjermund Bråten    |
| 6. Dezember 2009                                              | Limone Piemonte | PGS   | Wettkampf abgesagt  | Wettkampf abgesagt  | Wettkampf abgesagt |
| 12. Dezember 2009                                             | Seoul           | BA    | Gian-Luca Cavigelli | Stefan Gimpl        | Markku Koski       |
| 15. Dezember 2009                                             | Telluride       | PGS 1 | Matthew Morison     | Benjamin Karl       | Mathieu Bozzetto   |
| 17. Dezember 2009                                             | Telluride       | PGS   | Jasey-Jay Anderson  | Michael Lambert     | Rok Flander        |
| 19. Dezember 2009                                             | Telluride       | SBX   | Pierre Vaultier     | Robert Fagan        | Ross Powers        |
| 6. Januar 2010                                                | Kreischberg     | PGS   | Jasey-Jay Anderson  | Andreas Prommegger  | Benjamin Karl      |
| 7. Januar 2010                                                | Kreischberg     | HP    | Daisuke Murakami    | Patrick Burgener    | Tore Viken Holvik  |
| 10. Januar 2010                                               | Bad Gastein     | SBX   | Nate Holland        | Pierre Vaultier     | Mario Fuchs        |
| 15. Januar 2010                                               | Veysonnaz       | SBX   | Pierre Vaultier     | David Speiser       | Nick Baumgartner   |
| 17. Januar 2010                                               | Nendaz          | PGS   | Michael Lambert     | Andreas Prommegger  | Benjamin Karl      |
| 21. Januar 2010                                               | Stoneham        | SBX   | Pierre Vaultier     | Graham Watanabe     | Shaun Palmer       |
| 22. Januar 2010                                               | Stoneham        | HP    | Janne Korpi         | Jeff Batchelor      | Antti Autti        |
| 23. Januar 2010                                               | Stoneham        | BA    | Janne Korpi         | Stefan Falkeis      | Jaakko Ruha        |
| 24. Januar 2010                                               | Stoneham        | PGS   | Benjamin Karl       | Andreas Prommegger  | Jasey-Jay Anderson |
| 29. Januar 2010                                               | Calgary         | HP    | Arthur Longo        | Justin Lamoureux    | Ben Kilner         |
| 31. Januar 2010                                               | Calgary         | SBS   | Mark McMorris       | Seppe Smits         | Nick Brown         |
| 6. Februar 2010                                               | Sudelfeld       | PGS   | Andreas Prommegger  | Benjamin Karl       | Roland Haldi       |
| 12. bis 28. Februar 2010 Olympische Winterspiele in Vancouver |                 |       |                     |                     |                    |
| 6. März 2010                                                  | Moskau          | PSL   | Aaron March         | Benjamin Karl       | Roland Fischnaller |
| 12. März 2010                                                 | Valmalenco      | SBX   | Alex Pullin         | Mario Fuchs         | Mateusz Ligocki    |
| 13. März 2010                                                 | Valmalenco      | PGS   | Benjamin Karl       | Rok Flander         | Jasey-Jay Anderson |
| 14. März 2010                                                 | Valmalenco      | HP    | Michał Ligocki      | Roger Kleivdal      | Patrick Burgener   |
| 19. März 2010                                                 | La Molina       | SBX   | Pierre Vaultier     | Alex Pullin         | Patrick Holland    |
| 20. März 2010                                                 | La Molina       | HP    | Fredrik Austbø      | Christophe Schmidt  | Justin Lamoureux   |
| 21. März 2010                                                 | La Molina       | PGS   | Jasey-Jay Anderson  | Matthew Morison     | Andreas Prommegger |

### Weltcupstände Männer
| Rang | Name               | Punkte |
| ---- | ------------------ | ------ |
| 1    | Benjamin Karl      | 7050   |
| 2    | Pierre Vaultier    | 5800   |
| 3    | Andreas Prommegger | 5410   |
| 4    | Jasey-Jay Anderson | 5250   |
| 5    | Stefan Gimpl       | 4300   |

| Rang | Name               | Punkte |
| ---- | ------------------ | ------ |
| 1    | Benjamin Karl      | 7050   |
| 2    | Andreas Prommegger | 5410   |
| 3    | Jasey-Jay Anderson | 5250   |
| 4    | Rok Flander        | 3800   |
| 5    | Michael Lambert    | 3200   |

| Rang | Name             | Punkte |
| ---- | ---------------- | ------ |
| 1    | Pierre Vaultier  | 5800   |
| 2    | Alex Pullin      | 3120   |
| 3    | Graham Watanabe  | 2860   |
| 4    | Nate Holland     | 2240   |
| 5    | Nick Baumgartner | 2090   |

| Rang | Name               | Punkte |
| ---- | ------------------ | ------ |
| 1    | Justin Lamoureux   | 2400   |
| 2    | Janne Korpi        | 1730   |
| 3    | Christophe Schmidt | 1690   |
| 4    | Patrick Burgener   | 1639   |
| 5    | Kazuhiro Kokubo    | 1600   |

| Rang | Name                | Punkte |
| ---- | ------------------- | ------ |
| 1    | Stefan Gimpl        | 4300   |
| 2    | Gian-Luca Cavigelli | 3320   |
| 3    | Matevz Pristavec    | 1620   |
| 4    | Janne Korpi         | 1530   |
| 5    | Gjermund Bråten     | 1460   |

## Frauen

### Podestplätze Frauen

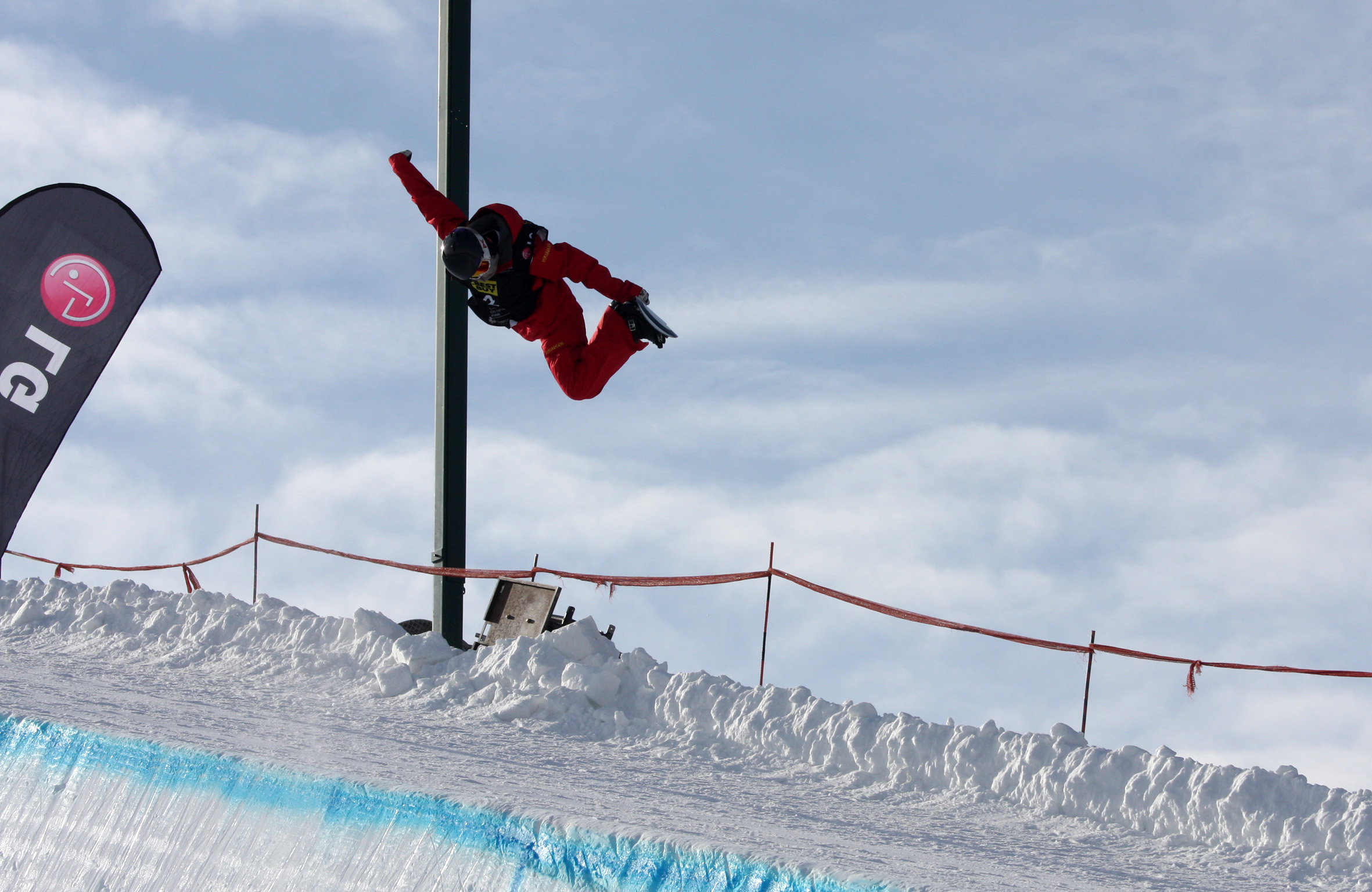
Liu Jiayu in Calgary

PGS = Parallel-Riesenslalom

PSL = Parallelslalom

SBX = Snowboardcross

SBS = Slopestyle

HP = Halfpipe
| Datum                                                         | Austragungsort  | Disz. | Sieger                  | Zweiter             | Dritter             |
| ------------------------------------------------------------- | --------------- | ----- | ----------------------- | ------------------- | ------------------- |
| 26. August 2009                                               | Cardrona        | HP    | Liu Jiayu               | Kelly Clark         | Gretchen Bleiler    |
| 12. September 2009                                            | Chapelco        | SBX   | Maëlle Ricker           | Aleksandra Schekowa | Dominique Maltais   |
| 9. Oktober 2009                                               | Landgraaf       | PSL   | Amelie Kober            | Doris Günther       | Claudia Riegler     |
| 5. November 2009                                              | Saas-Fee        | HP    | Torah Bright            | Cai Xuetong         | Sophie Rodriguez    |
| 6. Dezember 2009                                              | Limone Piemonte | PGS   | Wettkampf abgesagt      | Wettkampf abgesagt  | Wettkampf abgesagt  |
| 15. Dezember 2009                                             | Telluride       | PGS 1 | Fränzi Mägert-Kohli     | Amelie Kober        | Kimiko Zakreski     |
| 17. Dezember 2009                                             | Telluride       | PGS   | Aljona Sawarsina        | Marion Kreiner      | Ina Meschik         |
| 19. Dezember 2009                                             | Telluride       | SBX   | Maëlle Ricker           | Simona Meiler       | Dominique Maltais   |
| 6. Januar 2010                                                | Kreischberg     | PGS   | Nicolien Sauerbreij     | Alexa Loo           | Fränzi Mägert-Kohli |
| 7. Januar 2010                                                | Kreischberg     | HP    | Šárka Pančochová        | Sun Zhifeng         | Chen Xu             |
| 10. Januar 2010                                               | Bad Gastein     | SBX   | Lindsey Jacobellis      | Helene Olafsen      | Sandra Frei         |
| 15. Januar 2010                                               | Veysonnaz       | SBX   | Helene Olafsen          | Dominique Maltais   | Maëlle Ricker       |
| 17. Januar 2010                                               | Nendaz          | PGS   | Jekaterina Tudegeschewa | Nicolien Sauerbreij | Fränzi Mägert-Kohli |
| 21. Januar 2010                                               | Stoneham        | SBX   | Maëlle Ricker           | Helene Olafsen      | Dominique Maltais   |
| 22. Januar 2010                                               | Stoneham        | HP    | Cai Xuetong             | Sun Zhifeng         | Chen Xu             |
| 24. Januar 2010                                               | Stoneham        | PGS   | Swetlana Boldykowa      | Aljona Sawarsina    | Nathalie Desmares   |
| 29. Januar 2010                                               | Calgary         | HP    | Sun Zhifeng             | Cai Xuetong         | Holly Crawford      |
| 31. Januar 2010                                               | Calgary         | SBS   | Sina Candrian           | Brooke Voigt        | Alexandra Duckworth |
| 6. Februar 2010                                               | Sudelfeld       | PGS   | Amelie Kober            | Nicolien Sauerbreij | Marion Kreiner      |
| 12. bis 28. Februar 2010 Olympische Winterspiele in Vancouver |                 |       |                         |                     |                     |
| 6. März 2010                                                  | Moskau          | PSL   | Doris Günther           | Heidi Neururer      | Julia Dujmovits     |
| 12. März 2010                                                 | Valmalenco      | SBX   | Lindsey Jacobellis      | Maëlle Ricker       | Dominique Maltais   |
| 13. März 2010                                                 | Valmalenco      | PGS   | Nicolien Sauerbreij     | Nathalie Desmares   | Doris Günther       |
| 14. März 2010                                                 | Valmalenco      | HP    | Holly Crawford          | Ursina Haller       | Mercedes Nicoll     |
| 19. März 2010                                                 | La Molina       | SBX   | Helene Olafsen          | Simona Meiler       | Maëlle Ricker       |
| 20. März 2010                                                 | La Molina       | HP    | Holly Crawford          | Mercedes Nicoll     | Paulina Ligocka     |
| 21. März 2010                                                 | La Molina       | PGS   | Jekaterina Tudegeschewa | Doris Günther       | Ina Meschik         |

### Weltcupstände Frauen
| Rang | Name                | Punkte |
| ---- | ------------------- | ------ |
| 1    | Maëlle Ricker       | 5290   |
| 2    | Nicolien Sauerbreij | 5200   |
| 3    | Doris Günther       | 5110   |
| 4    | Helene Olafsen      | 4710   |
| 5    | Fränzi Mägert-Kohli | 4090   |

| Rang | Name                    | Punkte |
| ---- | ----------------------- | ------ |
| 1    | Nicolien Sauerbreij     | 5200   |
| 2    | Doris Günther           | 5110   |
| 3    | Fränzi Mägert-Kohli     | 4090   |
| 4    | Marion Kreiner          | 3970   |
| 5    | Jekaterina Tudegeschewa | 3500   |

| Rang | Name               | Punkte |
| ---- | ------------------ | ------ |
| 1    | Maëlle Ricker      | 5000   |
| 2    | Helene Olafsen     | 4550   |
| 3    | Dominique Maltais  | 3650   |
| 4    | Lindsey Jacobellis | 3250   |
| 5    | Simona Meiler      | 3010   |

| Rang | Name            | Punkte |
| ---- | --------------- | ------ |
| 1    | Cai Xuetong     | 3040   |
| 2    | Sun Zhifeng     | 2805   |
| 3    | Holly Crawford  | 2600   |
| 4    | Mercedes Nicoll | 2530   |
| 5    | Chen Xu         | 1840   |